# صناعات آفلة
إن الصناعات الآفلة هي تلك الصناعة التي تتميز بالانحدار الدائم بعد أن مرت فترات ذروتها أو ازدهارها. فعلى سبيل المثال، تم استبدال التقنيات التناظرية التقنيات التناظرية لتسجيل الصوت أو الفيديو بمكافئتها الرقمية؛ على الرغم من أن المعدات التناظرية لا تزال تعرض لكن انخفضت مبيعاتها بشكل كبير ومن غير المتوقع أن تتعافى لذلك هذا الجزء من السوق تم تصنيفه «بالصناعة الآفلة».